# Sun Devil Stadium
Das Sun Devil Stadium (durch Sponsoringvertrag offiziell Mountain America Stadium, Home of the ASU Sun Devils/Frank Kush Field genannt) ist ein College-Football-Stadion auf dem Campus der Arizona State University (ASU) in der US-amerikanischen Stadt Tempe im Bundesstaat Arizona. Es ist der Austragungsort der Heimspiele der NCAA-College-Football-Mannschaft der Arizona State Sun Devils, die in der Pacific-12 Conference spielt. Von 2014 bis August 2019 wurde das über sechzig Jahre alte Stadion für 307 Mio. US-Dollar renoviert. Die Anlage hat gegenwärtig eine Kapazität von 53.599 Besuchern.

## Geschichte
Das Sun Devil Stadium wurde 1958 am Osthang des Tempe Butte eröffnet. Die ursprüngliche Zuschauerkapazität betrug 30.450. Erste Erweiterungen im Jahr 1976 erhöhten die Kapazität auf 57.722 und 1989 wurde schließlich die höchste Kapazität erreicht. Das erste Football-Spiel wurde am 4. Oktober 1958 ausgetragen. Die Arizona State University schlug die West Texas State University mit 16:13.
1988 zog das NFL-Team der St. Louis Cardinals nach Arizona und spielte als Phoenix Cardinals neu im Sun Devil Stadium (1994 wurde das Team in Arizona Cardinals umbenannt).
Der Zuschauerrekord für Football-Spiele wurde am 9. November 1996 aufgestellt mit 74.963 Zuschauern im Spiel um den Titel der Pac-10-Conference. Die ASU gewann das Spiel gegen Cal mit 35:7 und erhielt mit dem Pac-10-Titel auch eine Einladung zum Rose Bowl. Am 21. September 1996 wurde das Stadion zu Ehren des Football-Coaches Frank Kush in Sun Devil Stadium, Frank Kush Field umbenannt. 2006 zogen die Arizona Cardinals ins neugebaute University of Phoenix Stadium, das in Glendale liegt.
Anfang August 2023 wurde der Finanzdienstleister Mountain America Credit Union mit Sitz in Sandy, Utah, Namenssponsor der Heimat der Sun Devils. Offiziell trägt es jetzt den Namen Mountain America Stadium, Home of the ASU Sun Devils/Frank Kush Field. Der Vertrag über 15 Jahre wurde in Zusammenarbeit zwischen Oak View Group Global Partnerships, Pac-12 MMR und Sun Devil Athletics ausgehandelt. Über das finanzielle Volumen wurden keine Angaben gemacht. Für jedes erzielte Field Goal spendet der Sponsor 250 US-Dollar an den Sun Devil Club, um das Erlebnis zwischen Schülern und Sportlern der ASU zu verbessern. Der Deal umfasst auch ein Schuhspendenprogramm, Stipendienspenden sowie finanzielle Bildungs- und Praktikumsprogramme für studentische Sportler.

## Veranstaltungen
Das Sun Devil Stadium war von 1971 bis 2006 Austragungsort des Fiesta Bowls, mit zwei nationalen Meisterschaftsspielen nach den Spielzeiten 1998 und 2002. Als der Fiesta Bowl 2007 ins nahegelegene University of Phoenix Stadium zog, wurde nun der Cheez-It Bowl (zuvor Copper Bowl, Insight Bowl, Buffalo Wild Wings Bowl, Cactus Bowl) bis 2015 im Sun Devil Stadium ausgetragen.
Am 13. Dezember 1981 traten The Rolling Stones im Sun Devil Stadium auf; das Konzert war mit 74.600 Zuschauern ausverkauft. Mit den Konzerten vom 19. und 20. Dezember 1987 beschloss die irische Band U2 dort ihre The Joshua Tree Tour. Ein weiteres Mal trat U2 in diesem Stadion im Rahmen der Popmart Tour am 9. Mai 1997 auf. Papst Johannes Paul II. besuchte Phoenix am 14. September 1987 auf einer Auslandsreise durch die Vereinigten Staaten. Er hielt eine Messe im Sun Devil Stadium mit 75.000 Anwesenden. Alle Sun Devil Logos und Beschriftungen an der Stadionfassade, die das Wort Devil enthielten, mussten zuvor abgedeckt werden.
1996 fand der Super Bowl XXX im Sun Devil Stadium statt. Die Dallas Cowboys schlugen die Pittsburgh Steelers mit 27:17 und gewannen die Vince Lombardi Trophy zum fünften Mal. Das Spiel fand vor einer Rekordkulisse von 76.347 Zuschauern statt.

## Galerie

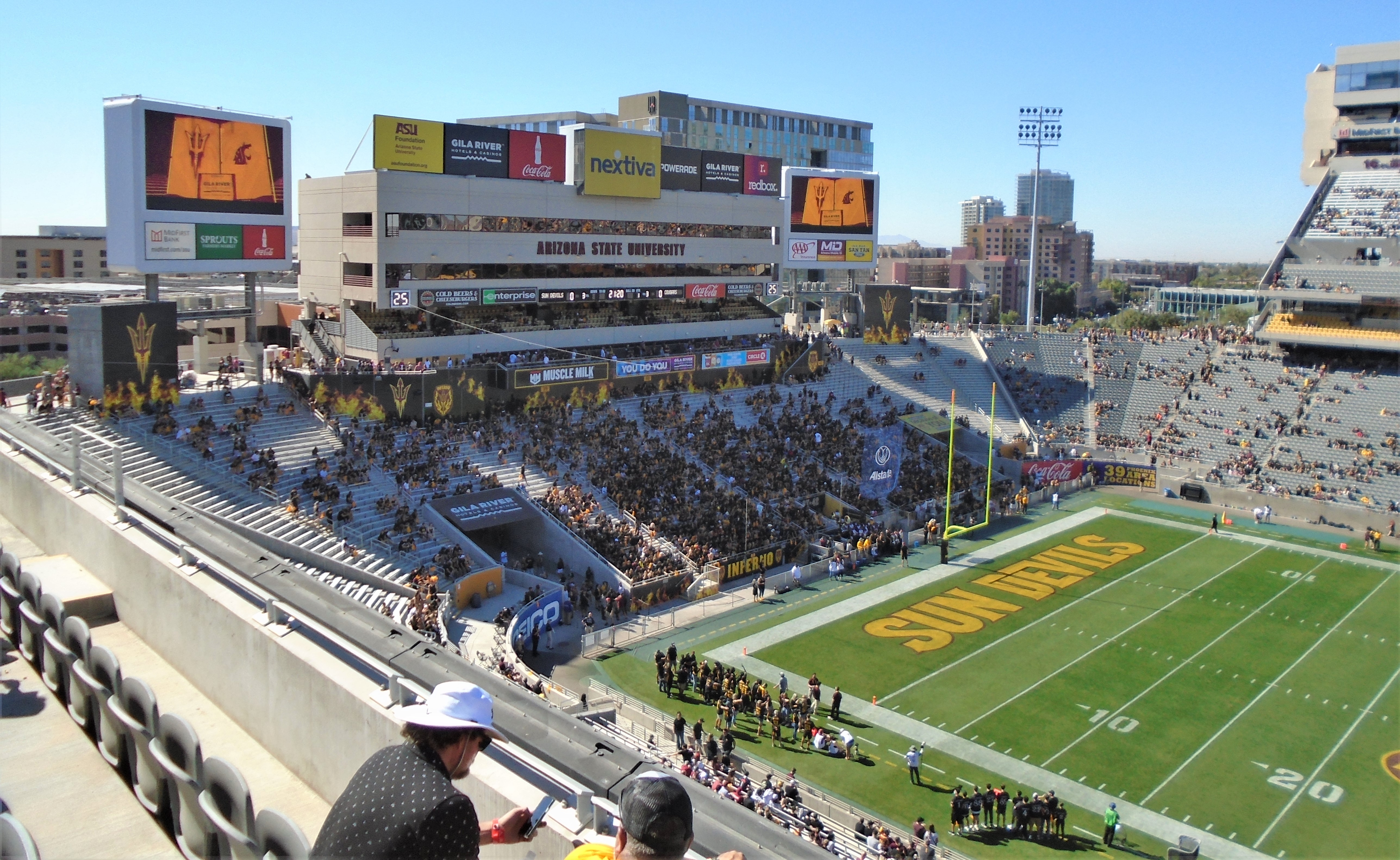
Südliche Endzone (Oktober 2021)
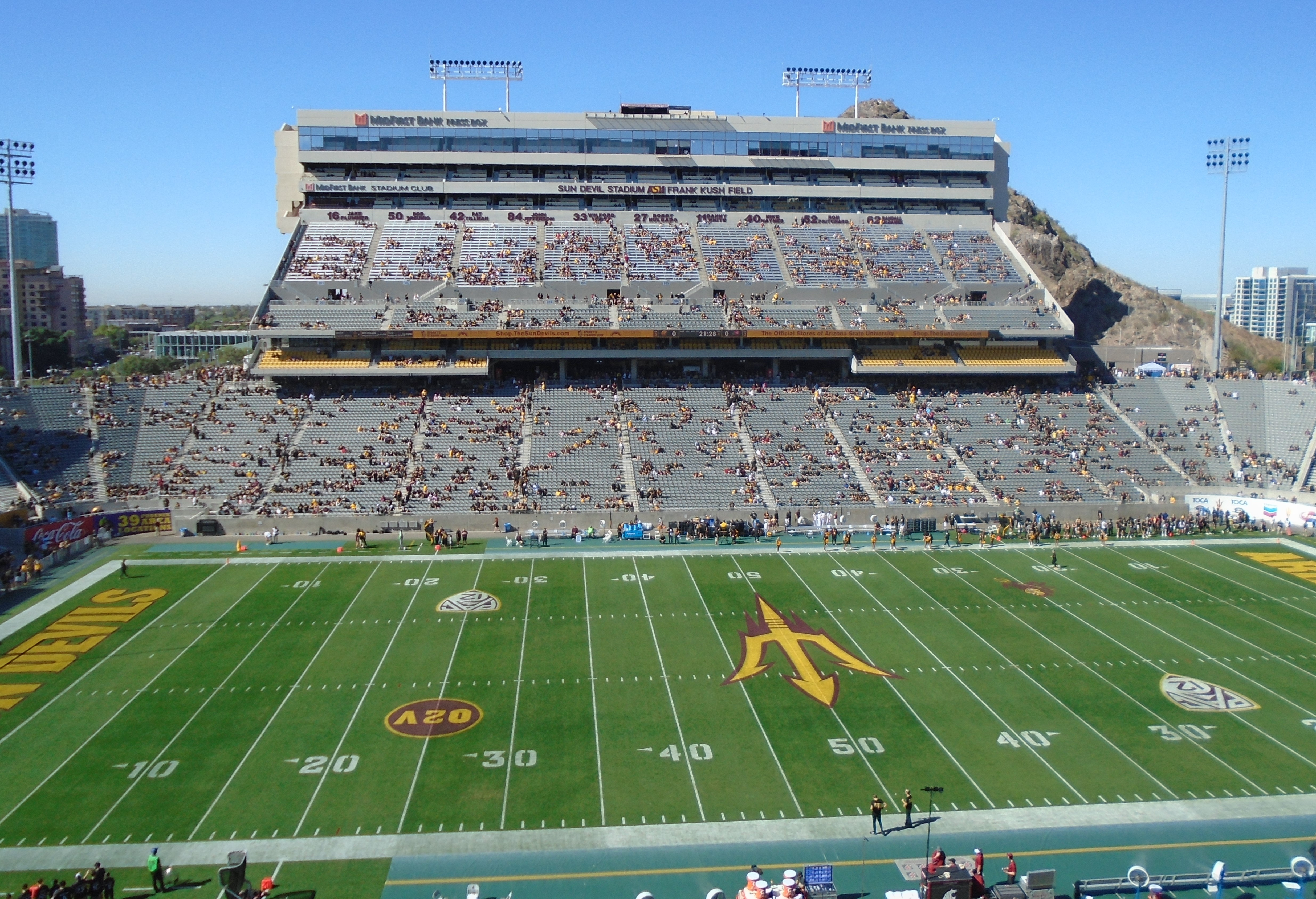
Die Haupttribüne im Westen (Oktober 2021)
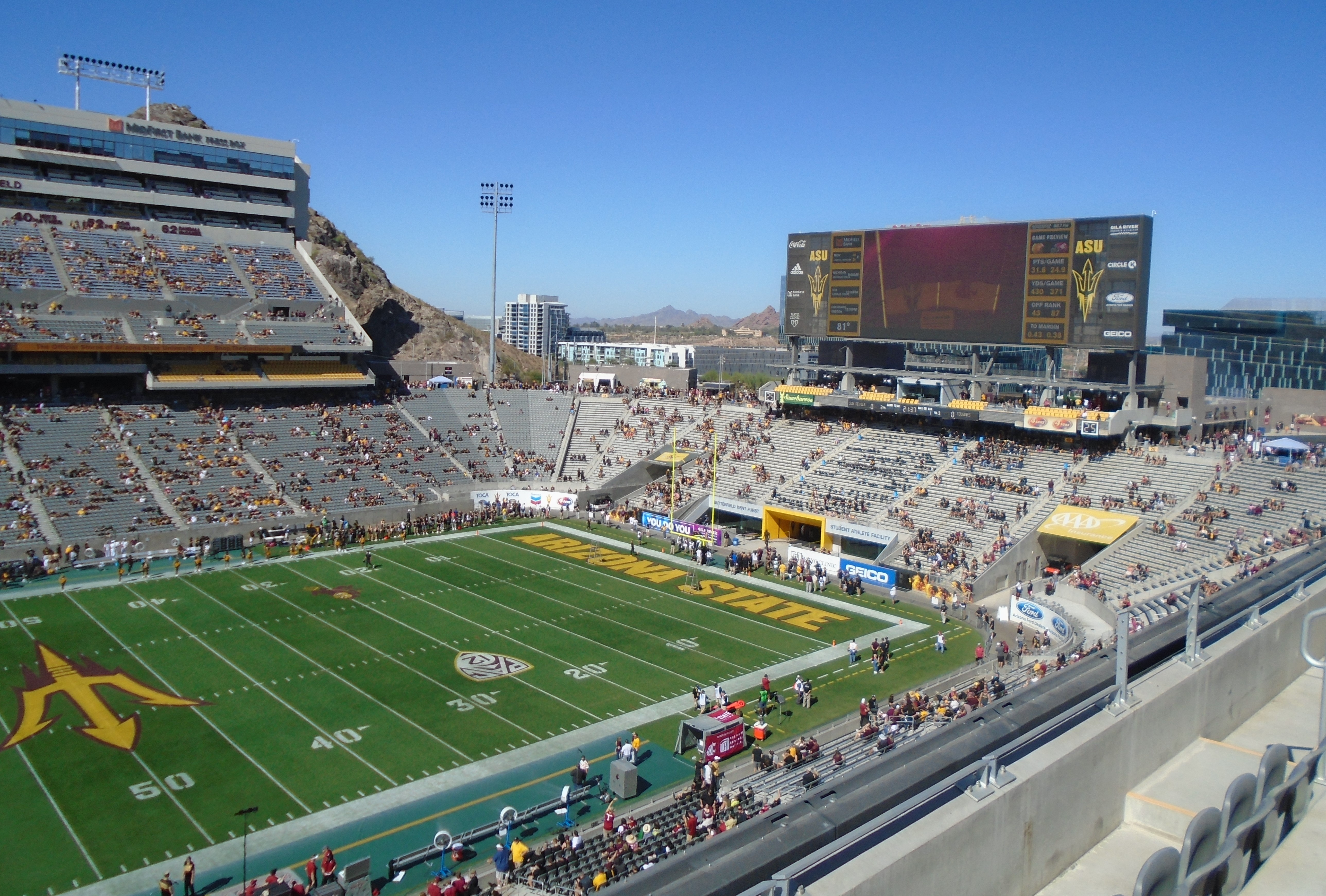
Nördliche Endzone (Oktober 2021)